# Тибет, Дэвид
Дэвид Тибет (англ. David Tibet, род. 5 марта 1960 года) — английский поэт и музыкант, известный прежде всего как основатель и центральная фигура апокалиптик-фолк-проекта Current 93.
Дэвид Тибет (David Tibet, настоящее имя Дэвид Майкл Бантинг — David Michael Bunting) родился в 1960 году в Бату Гаджах (англ.) в северной Малайзии, где прожил до 13 лет. В 10 лет Дэвид купил первую книгу (роман «Лунное дитя») Алистера Кроули, оккультного автора, сильно повлиявшего на Тибета. В 1973 году переехал в Англию и в 1978 году поступил в университет на факультет политологии. Однажды в магазине фирмы «Вирджин» (Virgin) Дэвид встретил Эндрю МакКензи (Andrew McKenzie) из The Hafler Trio и Бена (Ben) из Zoviet France, что во многом предопределило судьбу Дэвида. Устав от политики, он переезжает в Лондон, где изучает тибетскую культуру. Именно этому новому увлечению Дэвид обязан своим прозвищем — «Тибет». Прозвище на одной из вечеринок Дэвиду дал Дженезис Пи-Орридж. Вскоре Дэвид вступил в кроулианский Орден Восточных Тамплиеров (Ordo Templi Orientis), где получает мистическое посвящение и откуда заимствует понятие «потока 93» (Current 93), или же «потока агапэ», ставшее впоследствии названием его главного музыкального проекта, который был основан в 1983 году. Позже он отрёкся сначала от учения Кроули, а затем и от тибетского буддизма, к которому обращался после отказа от кроулианства, и начал проявлять все больший интерес к гностицизму и христианству; в настоящее время он позиционирует себя как христианин
Первыми музыкальными проектами, с которыми сотрудничал Тибет, стали Psychic TV, сайд-проект основателя Throbbing Gristle Дженезиса Пи-Орриджа, и индастриал-группа 23 Skidoo. В 1983 году он вышел из состава Psychic TV и основал Current 93. Первой записью новообразованного проекта стала кассета «Mi-Mort», выпущенная совместно с Nurse With Wound, на которую вошла композиция С93 «Maldoror est Mort»; за нею последовал EP «LAShTAL», во многом вдохновленный оккультными практиками, к которым Тибет в то время проявлял живой интерес. Дебютный лонгплей Current 93, «Nature Unveiled», вышел в 1984 году; эти и другие ранние альбомы C93 были выдержаны в духе классического индастриала, однако со временем Тибет сменил направление в сторону более «классичного» фолкового звучания, которое и принесло ему наибольшую известность. В рамках С93 он сотрудничал со множеством музыкантов, в их числе — Стивен Стэплтон из Nurse With Wound, Дуглас Пи из Death in June, Майкл Кэшмор, Бойд Райс, Стив Игнорант из Crass, Ник Кейв, Роуз Макдауэлл из Strawberry Switchblade, Бьорк и другие. В числе своих основных влияний Тибет называл таких исполнителей, как Love, The Incredible String Band, Comus.
Помимо занятий музыкой, Дэвид Тибет является относительно известным ар-брют-художником, выставлявшимся в таких галереях, как Henry Boxer Gallery и Isis Gallery. С 1988 по 2010 года руководил независимым лейблом Durtro (англ.), издававшим книги и музыкальные записи; после этого его сменила новая фирма, Coptic Cat, продолжающая распространять многие товары из старого каталога Durtro.